# Chaplin i Skoven
Chaplin i Skoven er en amerikansk stumfilm fra 1914 af Charlie Chaplin.

## Medvirkende
- Charles Chaplin.
- Charles Bennett.
- Helen Carruthers.
- Edwin Frazee.
- Edward Nolan.